# Gabriel Celaya
Pour les articles homonymes, voir Celaya.
Gabriel Celaya, né à Hernani le 18 mars 1911 et mort à Madrid le 18 avril 1991, est un poète espagnol appartenant à la Génération de 36.
Il obtient en 1986 le Prix national des Lettres espagnoles.

## Biographie
Scolarisé à partir de 1918 à l'école des Marianistes à San Sebastian, il réside temporairement à Pau, en France, en 1922 pour des problèmes de santé. En 1927, il termine ses études secondaires à San Sebastián puis fait un second voyage en France. En 1928, il entreprend des études d'ingénieur à l'Université de Madrid. Il y fait la connaissance de Dalí, Lorca, Buñuel et de nombreux autres intellectuels qui fréquentent la Résidence d'étudiants.
Il commence à écrire des poèmes en 1932, puis fait son service militaire en 1933. En 1934, il fait la connaissance de Pablo Neruda, grande figure de la poésie chilienne. En 1935, ses études d'ingénieur terminées, il fait un voyage en Angleterre, puis revient à Saint-Sébastien, pour travailler dans l'entreprise familiale. Il publie ses premiers poèmes, sous le nom de Gabriel Múgica. En 1936, quand éclate la Guerre civile espagnole, il s'engage dans le camp républicain, mais il est fait prisonnier en 1937 à Bilbao. La même année, il se marie avec Julia Cañedo avec laquelle il aura deux fils. En 1946, il fait la connaissance de Amparo Gastón, celle qui deviendra sa femme de nombreuses années plus tard, et avec laquelle il va écrire plusieurs recueils de poésie.
En 1952, il est à l'origine d'une campagne à la mémoire du poète Miguel Hernández, mort 10 ans plus tôt dans les geôles franquistes. En 1954, il quitte sa femme et sa famille, puis 2 ans plus tard son travail d'ingénieur et l'entreprise familiale pour aller vivre à Madrid avec Amparo Gastón et se consacrer uniquement à l'écriture. En 1962, il fait un voyage en France, à Collioure, où se trouve la tombe d'un autre grand poète espagnol émigré en France, Antonio Machado.
En 1965, il rencontre à Madrid le grand poète cubain Nicolás Guillén, puis fait deux voyages à Cuba en 1966 et 1967. En 1967, il fait la connaissance du chanteur espagnol Paco Ibáñez, qui va mettre en musique plusieurs de ses poèmes comme España en marcha ou La poesía es un arma cargada de futuro.
En 1968, il voyage au Brésil, puis en 1969 en Italie. En 1977, lors des premières élections législatives en Espagne depuis la mort de Franco, Celaya est candidat pour le Parti communiste espagnol. Le 14 octobre 1982, il épouse celle qui fut sa muse pendant 36 ans, Amparo Gastón.
En 1986, il reçoit le Prix national des Lettres espagnoles remis par le ministère espagnol de la Culture. En 1987, il est à nouveau à l'honneur : la Bibliothèque nationale organise à Madrid une exposition intitulée « Noticia de Gabriel Celaya ». En 1989, le conseil municipal de Saint-Sébastien le déclare « citoyen d'honneur ».
À sa mort en 1991, ses cendres sont, selon son désir, dispersées à Hernani et Saint-Sébastien.

## Œuvre
Ses poèmes ont été publiés en :
- 1935 : Marea del silencio sous le nom de Rafael Múgica
- 1936 : La soledad cerrada, livre pour lequel il obtient le prix Bécquer
- 1946 : Tentativas
- 1947 : Movimientos elementales et Tranquilamente hablando
- 1948 : Objetos poéticos
- 1949 : Las cosas como son, sous le nom de Juan de Leceta, Se parece al amor, et El principio sin fin
- 1950 : Deriva
- 1951 : Las cartas boca arriba et El arte como lenguaje et traduction de poèmes de Paul Éluard
- 1952 : Lo demás es silencio
- 1953 : Paz y concierto   et en collaboration avec sa compagne, Amparo Gastón, Ciento volando
- 1954 : Vía muerta
- 1955 : Cantos Iberos, et Coser y cantar en collaboration avec Amparo Gastón
- 1956 : De claro en claro
- 1957 : Pequeña Antología Poética, Entreacto  et Las resistencias del diamante.
- 1958 : Música celestial, en collaboration avec Amparo Gastón
- 1959 : Cantata en Aleixandre, El corazón en su sitio et Poesía y verdad
- 1960 : Penúltimas tentativas, Para vosotros dos et Poesía urgente
- 1961 : La buena vida, Poemas de Juan de Leceta, España  en marcha et Rapsodia euskara.
- 1962 : Lo uno y lo otro, Poesía (1934-1961), Episodios nacionales et Mazorcas
- 1963 : El relevo, Dos cantatas et Versos de otoño
- 1964 : La linterna sorda, Poema en homenaje a Vicente Aleixandre et Exploración de la poesía
- 1965 : Los buenos negocios et Baladas y decires vascos
- 1968 : Los buenos negocios et Baladas y decires vascos
- 1969 : Poesías completas et Lírica de cámara
- 1971 : Operaciones poéticas, Cien poemas de amor et Campos semánticos
- 1972 : Inquisición de la poesía, La voz de los niños et Bécquer.
- 1973 : Dirección prohibida, Función de uno, equis, ene, El derecho y el revés et Itinerario poético
- 1975 : La higa de Arbigorriya et Itinerario poético
- 1976 : Buenos días, buenas noches et Poesía abierta qui est une anthologie de ses poèmes
- 1977 : El hilo rojo, Parte de guerra et Poesía
- 1978 : Iberia sumergida et Memorias inmemoriales
- 1979 : Poesía y verdad (une nouvelle anthologie de ses poèmes).
- 1981 : Poesía hoy et Poesías completas (1977-1980)
- 1982 : Penúltimos poemas
- 1983 : Cantos y mitos
- 1986 : El mundo abierto